# Matthew David Graham
Matthew David Graham, noto anche con lo pseudonimo di Lux (Melbourne, 1993), è un criminale australiano noto per essere stato il proprietario di siti del dark web in cui veniva diffuso materiale pedopornografico, come "Hurt2TheCore" e "PedoEmpire".

## Biografia

### Gioventù e inizio dell'attività sul dark web
Matthew David Graham nacque nel 1993 a Melbourne, in Australia, e frequentò l'Epping Secondary College. Molto appassionato dal gruppo di hacktivisti Anonymous, nell'ottobre 2011, incuriosito dal loro post su 4chan in cui dichiaravano guerra al sito del dark web Lolita City, cominciò ad utilizzare il browser Tor e ad esplorare il web sommerso. Col tempo, iniziò ad appassionarsi al genere di materiale pedopornografico noto come "Hurtcore" e, tra il 2012 e il 2013, aprì nel dark web un forum chiamato "Hurt2TheCore", dove venivano condivise e, talvolta, regalate foto e video di bambini e adolescenti nudi che effettuavano controvoglia pratiche sadomaso e softcore. Hurt2TheCore divenne in breve tempo uno dei siti più visitati del web sommerso, contando migliaia di utenti attivi che, a loro volta, condividevano ulteriore materiale. Questa fama valse a Matthew il titolo di "Re del Hurtcore". Dopo essersi trasferito alla La Trobe University, dove studiava nanotecnologia, aprì anche un altro forum, PedoEmpire, e, nello stesso anno, entrò in contatto con Peter Gerard Scully, un altro divulgatore di materiale pedopornografico australiano noto per aver realizzato il video "Daisy's Destruction", che Matthew rese disponibile gratuitamente sui suoi siti. Nel 2014 gli venne diagnosticato un disturbo schizoide della personalità.

### Arresto
Nel novembre del 2014 la polizia australiana, che stava da tempo indagando per scoprire l'identità del creatore di "Hurt2TheCore", irruppe in casa sua, dopo che il ragazzo aveva diffuso un post su 4chan in cui dichiarava di essere Lux, ordinandogli di sbloccare il suo laptop. Matthew, dopo un iniziale rifiuto, cedette e seguì le richieste delle forze dell'ordine, che scoprirono le foto di due bambine morte e di un bambino nudo. Graham venne quindi accusato di possesso di materiale pedopornografico e preso in custodia, per essere poi condannato nel 2016 a 15 anni di carcere. In un'intervista, Matthew ha dichiarato di non sapere come mai si è ritrovato ad essere attratto dalla pedopornografia, ma di essere pienamente consapevole e privo di rimorsi riguardo al suo operato.